# Arzén (keresztnév)
Az Arzén görög eredetű férfinév, jelentése:  erőteljes, férfias. Női párja: Arzénia.

## Gyakorisága
Az 1990-es években szórványosan fordult elő, a 2000-es években nem szerepel a 100 leggyakoribb férfinév között.

## Névnapok
- július 19.[2]
- október 30.[2]

## Idegen nyelvi változatai
- Arsène (francia)
- Arsenio (olasz)

## Híres Arzénok
- Arsène Wenger francia labdarúgó, edző
- Arsène Lupin Maurice Leblanc francia krimiíró regényalakja
- Csernojevics Arzén Szentendrei metropolita
- Damaszkin Arzén Afrika-utazó, vadász